# Phoradendron kelloggiae
Phoradendron kelloggiae är en sandelträdsväxtart som beskrevs av J. Kuijt. Phoradendron kelloggiae ingår i släktet Phoradendron och familjen sandelträdsväxter. Inga underarter finns listade i Catalogue of Life.